# Хипокорист
Хипокорист је у грчкој митологији било име више личности.

## Митологија
1. Био је један од Хипоконтида, Хипоконтових синова. Као и његовог оца и браћу, убио га је Херакле.[1]
2. Према Аполодору, био је један од Египтида, Египтових синова. Његова мајка је била Хефестина, а супруга Данаида Хиперипа.[2]